# Pura Vida (periódico)
El periódico Pura Vida es un medio de comunicación escrito para la comunidad costarricense en Estados Unidos que circula desde el año 2001. 

## Historia
El periódico Pura Vida fue fundado en el año 2001 por Arturo Rivera Cordero quien, como migrante costarricense en los Estados Unidos, en ese momento observó la necesidad de crear un periódico "hecho por costarricenses, para costarricenses". Por esta razón, conformó un grupo con su hermano, Juan Carlos Rivera Cordero, y el diseñador Henry Azofeifa Vargas, con quienes ha trabajado hasta el presente para la creación de este medio.  
Durante los 15 años de circulación del periódico, el Pura Vida ha contado con la participación de distintos colaboradores y colaboradoras. La perspectiva del periódico es presentar noticias positivas para a las personas costarricenses que viven en EE. UU., que muchas veces tienen poco tiempo de informarse por su trabajo. Desde aproximadamente el 2011, el periódico cuenta con copia digital de su versión impresa.

### Consecuencias de la crisis económica
Para el año 2009, el periódico reportaba sufrir algunas consecuencias en su publicación por la crisis económica estadounidense. Para ese momento, el director del medio señaló que "la publicidad ha empezado a bajar y ello los obliga a circular con menos páginas". En la actualidad el periódico continúa funcionando. 

## El periódico y la comunidad costarricense en EE. UU.
En el 2007 la Dra. Carmen Caamaño Morúa, profesora e investigadora de la Universidad de Costa Rica, realizó un trabajo de doctorado sobre la comunidad migrante costarricense en Estados Unidos. El periódico sirvió a la investigadora como una fuente importante para su trabajo. A partir de su trabajo, la Dra. Caamaño Morúa recoge los resultados de esta investigación y presenta aspectos en los cuales el periódico ha tenido relación con la comunidad costarricense migrante de distintas maneras; los resultados pueden encontrarse en un libro suyo publicado en el 2010,